# 良郷県
良郷県（りょうきょう-けん）は中華人民共和国北京市にかつて存在した県。現在の房山区南東部に相当する。

## 歴史
前漢により設置された。698年（聖暦元年）に固節県とされたが、705年（神龍元年）に再び良郷県とされた。1958年に廃止され、管轄地域は河北省から北京市に移管され、房山県と共に周口店区に統合整理されている。